# Louis Jacques Vasseur
Louis Jacques Alexandre Vasseur est un homme politique français né le 20 novembre 1742 à Hucqueliers et mort le 17 avril 1816 à Mézerolles.

## Biographie
Employé dans les Fermes du Roi, à Outrebois depuis deux ans, il se marie dans ce bourg en 1773. 
En septembre 1792, Louis-Jacques Vasseur est élu, le quatrième et dernier, député suppléant du département de la Somme. Il est admis à siéger le 1er pluviôse an II (le 20 janvier 1794) en remplacement d'Eustache-Benoît Asselin, mort de maladie le 15 frimaire an II (le 5 décembre 1793).